# Melon (雑誌)
『melon』（メロン）は、祥伝社が毎月発行していた女子小中学生向けファッション雑誌。

## 概要
『Zipper』の増刊号として2001年秋冬号創刊。2002年10月号から月刊化。
『Hana*chu→』『ピチレモン』『ラブベリー』『ニコラ』『CANDy』とともに「6大ジュニアファッション誌」と呼ばれていたが、発行部数で他誌の後塵を拝し、2005年6月号にて休刊。掲載モデルはメロモという愛称で呼ばれていた。

## 主なメロモ
- 浜千咲
- 近野成美
- 成海璃子
- 谷口紗耶香
- 篠原愛実
- 瀧本美織
- 垣内彩未
- 高山紗希
- 倉内沙莉
- 千葉美瑛子
- 小山愛理
- 北川愛
- 出村真実
- 仲川美穂
- 三原勇希
- 田野アサミ
- 高橋由真
- 羽根有里
- 青谷優衣
- 上原千夏子
- 村川絵梨
- 杉林沙織
- 早川奈那
- 滝口ミラ
- スヨン